# Harig gordeldier
Het harig gordeldier (Dasypus pilosus)  is een zoogdier uit de familie Dasypodidae. De wetenschappelijke naam van de soort werd voor het eerst geldig gepubliceerd door Leopold Fitzinger in 1856.